# Bovelles Communal Cemetery
Bovelles Communal Cemetery is een begraafplaats gelegen in de Franse plaats Bovelles (Somme). De militaire graven worden onderhouden door de Commonwealth War Graves Commission.
De begraafplaats telt 1 geïdentificeerd Gemenebest graf uit de Tweede Wereldoorlog.